# Storie dei santi Paolo e Barnaba
Le storie dei santi Paolo e Barnaba è il soggetto di due dipinti a olio su tavola tela di Simone Peterzano e conservato sul presbiterio della chiesa di San Barnaba di Milano. Nelle due tele si nasconderebbe anche il ritratto dell'artista.

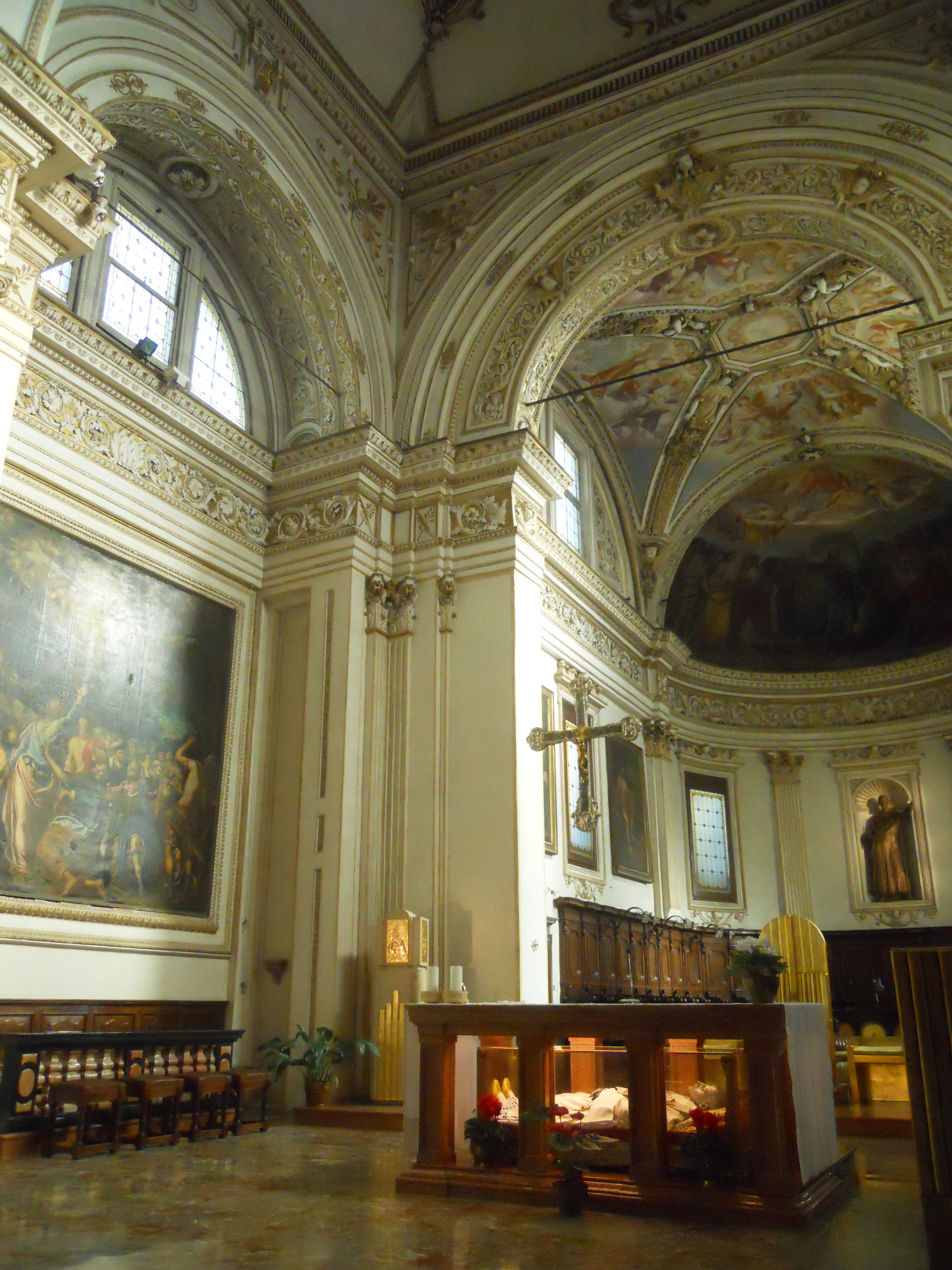
Milano, chiesa dei Santi Paolo e Barnaba - Presbiterio e abside

## Storia
I due teleri sono i più grandi eseguiti dal Peterzano, pittore le cui origini famigliari erano bergamasche ma nato a Venezia dove era rimasto fino al 1572 nella bottega di Tiziano trasferendosi a Milano dove forse vi era più possibilità di ottenere commissioni, essendo Venezia satura di artisti, anche se probabilmente alcuni lavori Peterzano li aveva eseguiti in laguna. Le due opere furono commissionate e almeno una, quella dedicata alla vocazione dei due santi, pagata da Giovanni Giacomo Trivulzio
L'ordine dei padri barnabiti era stato approvato solo nel 1533, e la chiesa era stata oggetto di importante restauro nonché di consacrazione da parte dell'arcivescovo san Carlo Borromeo nel 1569, il presbiterio necessitava quindi di nuove decorazioni, e le due tele ne furono quindi il completamento, considerato che i padri erano passati da un numero di pochi chierici a circa ottanta quando le due opere furono commissionate.

Sempre del Peterzano era la tela da porre sull'altare maggiore: Decollazione di san Paolo , opera che risulta nel 1580 consesrvata sopra la controfacciata. Di questa risulta che vi fossero subito coperte le nudità: 
(Scripta 1580-1585)
 Di questa tela non vi sono più testimonianze.
Contrariamente le due tele ottengono da subito riconoscimenti e elogi. Dei dipinti sono stati recuperati alcuni disegni preparatori che sono conservati nel Castello Sforzesco di Milano, disegni che documentano l'impronta tizianesca dell'artista.

## Descrizione
(Giovan Paolo Lomazzo)
Le due tele raccontano episodi degli atti degli apostoli, episodi che erano al centro della sensibilità dell'ordine dei padri barnabiti. La prima Vocazione dei santi Paolo e Baraba racconta la chiamata a Barnaba e Paolo a diventare mezzo di evangelizzazione, mentre la seconda tela Santi Paolo e Barnaba a Listra racconta la guarigione miracolosa dello storpio posto al margine destro della tela e lo stupore con l'acclamazione dei presenti.
- Vocazione dei santi Paolo e Barnaba: il dipinto raffigura l'episodio presente negli atti degli Apostoli Mentre essi stavano celebrando il culto del Signore e digiunando, lo Spirito Santo disse: Riservate per me Barnaba e Saulo per l'opera alla quale li ho chiamatiAtti XII, 2. I due apostoli sono collocati centrali alla tela. Paolo indossa una veste azzurra e manto rosso e sta in piedi con la mano protesa verso l'alto dove arriva la luce dello Spirito Santo raffigurato dalla colomba. Barnaba è inginocchiato e indossa una veste verde con mantello arancione, anche lui alza lo sguardo verso quella luce celeste. All'evento vi sono molti testimoni tra i quali Simone, Lucio di Cirene e Manaèn vestiti in modo elegante e anche loro alzano le mani al cielo.
- Santi Paolo e Barnaba a Listra: il dipinto racconta quando succede tra la gente dopo che i due santi hanno guarito un nato storpio dipinto sul margine destro, essendo questi non più oggetto d'attenzione da parte dei presenti ma il loro interesse si volge ai due santi che vengono da subito acclamati dalla folla come dei “Gli dei sono scesi tra di noi in figura umana” e iniziando a chiamare Barnaba Zeus e Paolo Hermes, mentre i due santi cerca di spiegare di essere persone comuni, mentre il sacerdote del tempio posto in prossimità della città, voleva offrire animali agli dei quale ringraziamento del miracolo, ma i due protagonisti iniziarono a strapparsi le vesti iniziando il loro periodo di predicazione. Secondo lo storico Franco Valsecchi il personaggio posto a destra del sacerdote è molto probabilmente, l'autoritratto di Peterzano, il solo vestito con abiti cinquecenteschi con una gorgiera a lattuga, che tanto si evidenzia su tutti i personaggi presenti.[2][6] Il dipinto manifesta alcune importanti modifiche fatte dall'artista successivamente alla sua realizzazione, sicuramente conseguenti alle indicazioni del vescovo Regazzoni che aveva chiesto di coprire le nudità del dipinto dedicato a san Paolo, evidente quindi a destra l'immagine leggermente modificata della donna che regge un fascio di legna, mentre risulta evidente la rimozione della gorgiera del personaggio posto a destra del vescovo, a cui l'artista ha modificato anche il copricapo. Proprio l'altro personaggio, quello a sinistra che volge lo sguardo verso l'osservatore non ha avuto modifiche, questo porterebbe alla conferma del volere che il proprio autoritratto on venisse rimosso o alterato, mentre l'altro personaggio potrebbe essere riconducibile al committente Giovanni Giacomo Teodoro Trivulzio.[2] La donna inginocchiata in primo piano presenta il suo studio nei disegni preparatori e la riproposta nel dipinto milanese ella chiesa di Sant'Angelo nella figura di santa Caterina d'Alessandria.